# Lygodactylus angolensis
Lygodactylus angolensis (карликовий гекон ангольський) — вид геконоподібних ящірок родини геконових (Gekkonidae). Мешкає в Центральній і Південній Африці.

## Поширення і екологія
Ангольські карликові гекони мешкають в центральній Анголі, північній Ботсвані, Замбії, Зімбабве, Малаві, північно-західному Мозамбіку, Танзанії і південній Кенії, можливо, також на півдні ДР Конго та на північному сході Намібії. Вони живуть на деревах і в чагарниках у сухих і вологих саванах, трапляються в садах і поблизу людських поселень. Зустрічаються на висоті від 300 до 1500 м над рівнем моря.